# Ермолаев, Василий Романович
Василий Романович Ермолаев — советский хозяйственный, государственный и политический деятель, доктор медицинских наук, профессор.

## Биография
Родился в 1921 году в деревне Боровки. Член КПСС с 1942 года.
С 1940 года — на хозяйственной, общественной и политической работе. В 1940—1976 гг. — в РККА, участник Великой Отечественной войны, командир эвакоотделения 463-го отдельного медсанбата, в Советской Армии, полковник медицинской службы, выпускник Военно-медицинской академии в Ленинграде, заведующий кафедрой военно-полевой и госпитальной хирургии военно-медицинского факультета Саратовского медицинского института, создатель и руководитель кардиохирургической клиники, преобразованной в Саратовский областной кардиохирургический центр.
Избирался депутатом Верховного Совета РСФСР 9-го созыва.
Почётный гражданин Саратова.
Умер в Саратове в 1976 году.